# Prix Edgar-Allan-Poe
Pour les articles homonymes, voir Poe et Edgar Allan Poe (homonymie).
Les prix Edgar-Allan-Poe (Edgar Allan Poe Awards), plus communément appelés Edgars, sont des distinctions décernées chaque année par l’association Mystery Writers of America, qui regroupe des auteurs de romans policiers américains.
Nommées depuis 1946 en l'honneur de l’écrivain américain Edgar Allan Poe (1809-1849), elles récompensent les auteurs des meilleures œuvres policières de l'année passée dans les domaines littéraire, télévisuel, cinématographique et théâtral.
L'association décerne parallèlement chaque année les Grand Master Awards, honorant un auteur pour l’ensemble de son œuvre.

## Catégories

### Catégories actuelles
- Meilleur premier roman d'un auteur américain (Best First Novel by an American Author) depuis 1946
- Meilleure livre d'enquête (Best Fact Crime) depuis 1948
- Meilleure pièce de théâtre  (Best Play) depuis 1950
- Meilleure nouvelle (Best Short Story) depuis 1951
- Meilleur épisode de série télévisée (Best Episode in a TV Series) depuis 1952
- Meilleur roman (Best Novel) depuis 1954
- Meilleur roman pour la jeunesse (Best Juvenile) depuis 1961
- Meilleur livre de poche original (Best Paperback Original) depuis 1970
- Meilleure biographie (Best Critical/Biographical Work) depuis 1977
- Meilleur roman pour jeunes adultes (Best Young Adult) depuis 1989

### Anciennes catégories
- Meilleure dramatique radiophonique (Best Radio Drama) de 1946 à 1960
- Meilleur film (Best Motion Picture) de 1946 à 2009
- Meilleur film étranger (Best Foreign film) de 1949 à 1966
- Meilleur téléfilm ou mini-série (Best TV Feature or MiniSeries) de 1972 à 2007

### Récompenses spéciales
- Outstanding Mystery Criticism de 1946 à 1967
- Special Edgars de 1949 à 2005 (attribué pour Bobby-la-Science en 1976)
- Ellery Queen Awards depuis 1983
- Robert L. Fish Memorial Awards depuis 1984
- Raven Awards depuis 1953
- Mary Higgins Clark Award depuis 2001
- Sue Grafton Memorial Award depuis 2019

## Palmarès littérature

### Meilleur premier roman d'un auteur américain (Best First Novel by an American Author)
- 1946 : Watchful at Night par Julius Fast
- 1947 : L'Homme Horizontal (The Horizontal Man) par Helen Eustis
- 1948 : Crime à Chicago (The Fabulous Clipjoint) par Fredric Brown
- 1949 : La Chambre du haut (The Room Upstairs) par Mildred Davis
- 1950 : Un drôle de corps (What A Body) par Alan Green
- 1951 : Midi, gare centrale (Nightmare in Manhattan) par Thomas Walsh
- 1952 : Un corps étranger (Strangle Hold) par Mary McMullen
- 1953 : Faut pas s'attendrir (Don't Cry for Me) par William Campbell Gault
- 1954 : La Couronne de cuivre (A Kiss Before Dying) par Ira Levin
- 1955 : Go, Lovely Rose par Jean Potts
- 1956 : The Perfectionist par Lane Kauffman
- 1957 : Calypso écarlate (Rebecca's Pride) par Donald McNutt Douglass
- 1958 : Knock and Wait a While  par William Rawle Weeks
- 1959 : Une personne très déplacée (The Bright Road to Fear) par Richard Martin Stern
- 1960 : The Grey Flannel Shroud par Henry Slesar
- 1961 : L'Homme en cage (The Man in the Cage) par John Holbrook Vance
- 1962 : Feu vert pour la mort (The Green Stone) par Suzanne Blanc
- 1963 : Le Leurre (The Fugitive) par Robert L. Fish
- 1964 : Florentine Finish par Cornelius Hirschberg
- 1965 : On soupçonne le rabbin (Friday the Rabbi Slept Late) par Harry Kemelman
- 1966 : Dans la chaleur de la nuit (In The Heat of the Night) par John Ball
- 1967 : Un petit coup de main (The Cold War Swap) par Ross Thomas
- 1968 : Mon ami Jojo (Act of Fear) par Michael Collins
- 1969 : Les Harengs ont bon dos (Silver Street) par E. Richard Johnson
- 1969 : La Main à l’appât (The Bait) par Dorothy Uhnak
- 1970 : La Loi des minets (A Time for Predators) par Joe Gores
- 1971 : Le Week-end d'Anderson (The Anderson Tapes) par Lawrence Sanders
- 1972 : Finding Maubee par A.H.Z. Carr
- 1973 : Squaw Point par Ruth H. Shimer
- 1974 : Un coup d'un milliard de dollars (The Billion Dollar Sure Thing) par Paul E. Erdman
- 1975 : Fletch (Fletch) par Gregory Mcdonald
- 1976 : À la moulinette (The Alvarez Journal) par Rex Burns
- 1977 : The Thomas Berryman Number par James Patterson
- 1978 : A French Finish par Robert Ross
- 1979 : Killed in the Ratings par William L. DeAndrea
- 1980 : La Loi de Lasko (The Lasko Tangent) par Richard North Patterson
- 1981 : The Watcher par Kay Nolte Smith
- 1982 : Chiefs par Stuart Woods
- 1983 : Le Garçon boucher (The Butcher's Boy) par Thomas Perry
- 1984 : The Bay Psalm Book Murder par Will Harriss
- 1985 : Strike Three, You're Dead par Richard Rosen
- 1986 : Le Rameau brisé (When the Bough Breaks) par Jonathan Kellerman
- 1987 : No One Rides for Free par Larry Beinhart
- 1988 : Death Among Strangers par Deidre S. Laiken
- 1989 : Carolina Skeletons par David Stout
- 1990 : The Last Billable Hour par Susan Wolfe
- 1991 : Postmortem (Postmortem) par Patricia D. Cornwell
- 1992 : L'Irréductible (Slow Motion Riot) par Peter Blauner
- 1993 : Les Égouts de Los Angeles (The Black Echo) par Michael Connelly
- 1994 : Un talent mortel (A Grave Talent) par Laurie R. King
- 1995 : La Saint-Valentin de l'homme des cavernes (The Caveman's Valentine) par George Dawes Green
- 1996 : Penance par David Housewright
- 1997 : Simple Justice par John Morgan Wilson
- 1998 : Los Alamos (Los Alamos) par Joseph Kanon
- 1999 : A Cold Day in Paradise par Steve Hamilton
- 2000 : Dans la gorge du dragon (The Skull Mantra) par Eliot Pattison
- 2001 : Une conspiration de papier (Conspiracy of Paper) par David Liss
- 2002 : Line of Vision par David Ellis
- 2003 : La Proie du remords (The Blue Edge of Midnight) par Jonathon King
- 2004 : Mort à Madrid (Death of a Nationalist) par Rebecca Pawel
- 2005 : Country of Origin par Don Lee
- 2006 : Une flic dans le pétrin (Officer Down) par Theresa Schwegel
- 2007 : L'Espion fidèle (The Faithful Spy) par Alex Berenson
- 2008 : La Mort dans les bois (In the Woods) par Tana French
- 2009 : The Foreigner par Francie Lin
- 2010 : In the Shadow of Gotham par Stefanie Pintoff
- 2011 : Pyromanie (Rogue Island) par Bruce DeSilva
- 2012 : Les Secrets de Bent Road (Bent Road) par Lori Roy
- 2013 : Les Expats (The Expats) par Chris Pavone
- 2014 : Le Moineau rouge (Red Sparrow) par Jason Matthews
- 2015 : Dans la vallée décharnée (Dry Bones in the Valley) par Tom Bouman
- 2016 : Le Sympathisant (The Sympathizer) par Viet Thanh Nguyen
- 2017 : Under the Harrow par Flynn Berry
- 2018 : La Place du mort (She Rides Shotgun) par Jordan Harper
- 2019 : Dans la gueule de l'ours (Bearskin) par James A. McLaughlin
- 2020 : La Grange (Miracle Creek) par Angie Kim
- 2021 : Please See Us par Caitlin Mullen
- 2022 : Deer Season par Erin Flanagan
- 2023 : Don’t Know Tough par Eli Cranor
- 2024 : The Peacock and the Sparrow par I.S. Berry
- 2025 : Holy City par Henry Wise

### Meilleure nouvelle (Best Short Story)
- 1951 : Diagnosis: Homicide par Lawrence G. Blochman
- 1952 : Fancies and Goodnights par John Collier
- 1953 : Something to Hide par Philip MacDonald
- 1954 : Bizarre ! Bizarre ! (Someone Like You) par Roald Dahl
- 1955 : The House Party par Stanley Ellin
- 1956 : La Fin d'un rêve (Dream No More) par Philip MacDonald
- 1957 : The Blessington Method par Stanley Ellin
- 1958 : The Secret of the Bottle par Gerald Kersh
- 1959 : Au-delà de la nuit (Over There - Darkness) par William O'Farrell
- 1960 : La Logeuse (The Landlady) par Roald Dahl
- 1961 : Tiger par John Durham
- 1962 : Le Drame de Lahore (Affair at Lahore Cantonment) par Avram Davidson
- 1963 : The Sailing Club par David Ely
- 1964 : Man Gehorcht par Leslie Ann Brownrigg
- 1965 : H comme Homicide (H as in Homicide) par Lawrence Treat
- 1966 : La Possibilité du Mal (The Possibility of Evil) par Shirley Jackson
- 1967 : The Chosen One par Rhys Davies
- 1968 : The Oblong Room par Edward D. Hoch
- 1969 : The Man Who Fooled the World par Warner Law
- 1970 : Adieu, Pops (Goodbye, Pops) par Joe Gores
- 1971 : In The Forests of Riga the Beasts Are Very Wild Indeed par Margery Finn Brown
- 1972 : Le Jardinier du clair de lune (Moonlight Gardener) par Robert L. Fish
- 1973 : The Purple Shroud par Joyce Harrington
- 1974 : The Whimper of Whipped Dogs par Harlan Ellison
- 1975 : Ces choses-là ne se font pas (The Fallen Curtain) par Ruth Rendell
- 1976 : The Jail par Jesse Hill Ford (en)
- 1977 : Like a Terrible Scream par Etta Revesz
- 1978 : Une chance après l'autre (Chance after Chance) par Thomas Walsh
- 1979 : The Cloud Beneath The Eaves par Barbara Owens
- 1980 : Armed and Dangerous par Geoffrey Norman
- 1981 : Le Trompettiste (Horn Man) par Clark Howard
- 1982 : The Absence of Emily par Jack Ritchie
- 1983 : There Are No Snakes in Ireland in Sans bavures (No comebacks) par Frederick Forsyth
- 1984 : Une amie qui vous veut du bien (The New Girlfriend) par Ruth Rendell
- 1985 : By Dawn's Early Light par Lawrence Block
- 1986 : Chevaucher la foudre (Ride the Lightning) par John Lutz
- 1987 : Rain in Pinton County par Robert Sampson
- 1988 : Soft Monkey par Harlan Ellison
- 1989 : Flicks par Bill Crenshaw
- 1990 : Too Many Crooks par Donald E. Westlake
- 1991 : Elvis Lives par Lynne Barrett
- 1992 : Nine Sons par Wendy Hornsby
- 1993 : Mary, Mary, Shut the Door par Benjamin M. Schutz
- 1994 : Keller's Therapy par Lawrence Block
- 1995 : The Dancing Bear par Doug Allyn
- 1996 : The Judge's Boy par Jean B Cooper
- 1997 : Red Clay par Michael Malone
- 1998 : Keller on the Spot par Lawrence Block
- 1999 : Braconniers (Poachers) par Tom Franklin
- 2000 : Héros (Heroes) par Anne Perry
- 2001 : Missing in Action par Peter Robinson
- 2002 : Double-Crossing Delancy par S. J. Rozan
- 2003 : Mexican Gatsby par Raymond Steiber
- 2004 : The Maids par G. Miki Hayden
- 2005 : Something About a Scar par Laurie Lynn Drummond
- 2006 : The Catch par James W. Hall
- 2007 : The Home Front par Charles Ardai (en)
- 2008 : The Golden Gopher par Susan Straight
- 2009 : Skinhead Central par T. Jefferson Parker
- 2010 : Amapola par Luis Alberto Urrea (en)
- 2011 : The Scent of Lilacs par Doug Allyn
- 2012 : The Man Who Took His Hat Off to the Driver of the Train par Peter Turnbull
- 2013 : The Void It Often Brings With It par Tom Piccirilli
- 2014 : Prière d'achever (The Caxton Private Lending Library and Book Depository) par John Connolly
- 2015 : Nous allons mourir ce soir (What Do You Do?) par Gillian Flynn
- 2016 : Nécro (Obits) par Stephen King
- 2017 : Autumn at the Automat par Lawrence Block
- 2018 : Spring Break par John Crowley
- 2019 : English 398: Fiction Workshop par Art Taylor
- 2020 : One of These Nights par Livia Llewellyn
- 2021 : Dust, Ash, Flight par Maaza Mengiste
- 2022 : The Road to Hana par R.T. Lawton
- 2023 : Red Flag par Gregory Fallis
- 2024 : Hallowed Ground par Linda Castillo
- 2025 : Eat My Moose par Erika Krouse (en)

### Meilleur roman (Best Novel)
- 1954 : Au cœur de la jungle (Beat not the Bones) par Charlotte Jay
- 1955 : Sur un air de navaja (The Long Goodbye) par Raymond Chandler
- 1956 : Mortellement vôtre (Beast in View) par Margaret Millar
- 1957 : Une dose de poison (A Dram of Poison) par Charlotte Armstrong
- 1958 : À corps et à crimes (Room to Swing) par Ed Lacy
- 1959 : Le Huitième Cercle de l'Enfer (The Eighth Circle) par Stanley Ellin
- 1960 : L'Heure bleue (The Hours Before Dawn) par Celia Fremlin
- 1961 : Une bêtise de faite (Progress of a Crime) par Julian Symons
- 1962 : La rousse a le feu sacré (Gideon's Fire) par J.J. Marric
- 1963 : Une mort joyeuse (Death and the Joyful Woman) par Ellis Peters
- 1964 : Topkapi (The Light of Day) par Eric Ambler
- 1965 : L'Espion qui venait du froid (The Spy who Came in from the Cold) par John le Carré
- 1966 : Berlin mémorandum ou Le Secret du rapport Quiller (The Quiller Memorandum) par Adam Hall
- 1967 : Le Roi d'un pays pluvieux (King of the Rainy Country) par Nicolas Freeling
- 1968 : Le Pigeon récalcitrant ou Divine Providence (God Save the Mark) par Donald E. Westlake
- 1969 : Extrême Urgence (A Case of Need) par Michael Crichton (sous le nom de Jeffrey Hudson)
- 1970 : Forfait (Forfeit) par Dick Francis
- 1971 : Le Policier qui rit (Den skrattande polisen) par Maj Sjöwall et Per Wahlöö
- 1972 : Chacal (The Day of the Jackal) par Frederick Forsyth
- 1973 : Le Code Lingala (The Lingala Code) par Warren Kiefer
- 1974 : Là où dansent les morts (Dance Hall of the Dead) par Tony Hillerman
- 1975 : Peter's Pence par Jon Cleary
- 1976 : La Grande Traque (Hopscotch) par Brian Garfield
- 1977 : Promised Land par Robert B. Parker
- 1978 : Attrapez-moi ! (Catch Me: Kill Me) par William H. Hallahan
- 1979 : L'Arme à l'œil (The Eye of the Needle) par Ken Follett
- 1980 : The Rheingold Route par Arthur Maling
- 1981 : À la cravache (Whip Hand) par Dick Francis
- 1982 : Pèlerin/L'Assassin est au ciel (Peregrine) par William Bayer
- 1983 : Billinsgate Shoal par Rick Boyer
- 1984 : La Brava (La Brava) par Elmore Leonard
- 1985 : Ondes de choc (Briarpatch) par Ross Thomas
- 1986 : Le Suspect (The Suspect) par L.R. Wright
- 1987 : Véra va mourir (A Dark Adapted Eye) par Barbara Vine
- 1988 : Old Bones par Aaron Elkins
- 1989 : Le Flic qui venait du froid (A Cold Red Sunrise) par Stuart M. Kaminsky
- 1990 : Black Cherry Blues (Black Cherry Blues) par James Lee Burke
- 1991 : Carnaval sanglant (New Orleans Mourning) par Julie Smith
- 1992 : Une danse aux abattoirs (A Dance at the Slaughterhouse) par Lawrence Block
- 1993 : La Fille du bootlegger (Bootlegger's Daughter) par Margaret Maron
- 1994 : Cuisine sanglante (The Sculptress) par Minette Walters
- 1995 : Cri rouge (The Red Scream) par Mary Willis Walker
- 1996 : L'Amour du mal (Come to Grief) par Dick Francis
- 1997 : Au lieu-dit Noir-Étang (The Chatham School Affair) par Thomas H. Cook
- 1998 : Cimarron Rose (Cimarron Rose) par James Lee Burke
- 1999 : Mr. White's Confession par Robert Clark
- 2000 : En terre et en os (Bones) par Jan Burke
- 2001 : Les Marécages (The Bottoms) par Joe R. Lansdale
- 2002 : Seul dans la nuit (Silent Joe) par T. Jefferson Parker
- 2003 : Winter and Night par S. J. Rozan
- 2004 : Une dernière chance pour Rebus (Resurrection Men) par Ian Rankin
- 2005 : California Girl (California Girl) par T. Jefferson Parker
- 2006 : Citizen Vince (Citizen Vince) par Jess Walter
- 2007 : Le Complot des janissaires (The Janissary Tree) par Jason Goodwin
- 2008 : La Rivière rouge (Down River) par John Hart
- 2009 : Meurtres en bleu marine (Blue Heaven) par C. J. Box
- 2010 : L'Enfant perdu (The Last Child) par John Hart
- 2011 : The Lock Artist par Steve Hamilton
- 2012 : Proies (Gone) par Mo Hayder
- 2013 : Ils vivent la nuit (Live by Night) par Dennis Lehane
- 2014 : Ordinary Grace par William Kent Krueger[2]
- 2015 : Mr. Mercedes (Mr. Mercedes) par Stephen King
- 2016 : J'irai mourir sur vos terres (Let Me Die in His Footsteps) par Lori Roy
- 2017 : Avant la chute (Before the Fall) par Noah Hawley
- 2018 : Bluebird, Bluebird (Bluebird, Bluebird) par Attica Locke
- 2019 : Down the River unto the Sea par Walter Mosley
- 2020 : Le Journal de Claire Cassidy (The Stranger Diaries) par Elly Griffiths
- 2021 : Les Disparus de la Purple line (Djinn Patrol on the Purple Line) par Deepa Anappara
- 2022 : Five Decembers par James Kestrel
- 2023 : Une exécution (Notes on an Execution) par Danya Kukafka
- 2024 : Flags on the Bayou par James Lee Burke
- 2025 : The In Crowd par Charlotte Vassell

### Meilleur livre de poche original (Best Paperback Original)
- 1970 : The Dragon's Eye par Scott C. S. Stone
- 1971 : Flashpoint par Dan James Marlowe
- 1972 : Meurtre à la carte (For Murder I Charge More) par Frank McAuliffe
- 1973 : The Invader par Richard Wormser
- 1974 : Death of an Informer par Will Perry
- 1975 : Le Mort qui marche (The Corpse That Walked) par Roy Winsor
- 1976 : Autopsy par John R. Feegel
- 1977 : Fletch à table ! (Confess, Fletch) par Gregory Mcdonald
- 1978 : The Quark Maneuver par Mike Jahn
- 1979 : Deceit and Deadly Lies par Franklin Bandy
- 1980 : The Hog Murders par William L. DeAndrea
- 1981 : Meurtre au Confessionnal (Public Murders) par Bill Granger
- 1982 : Vive les viocs ! (The Old Dick) par L. A. Morse
- 1983 : Un trio sans espoir (Triangle) par Teri White
- 1984 : Mrs. White par Margaret Tracy
- 1985 : Grandmaster par Molly Cochran et Warren Murphy
- 1986 : Pigs Get Fat par Warren Murphy
- 1987 : The Junkyard Dog par Robert Wright Campbell
- 1988 : Bimbos of the Death Sun par Sharyn McCrumb
- 1989 : The Telling of Lies par Timothy Findley
- 1990 : Tombe la pluie (The Rain) par Keith Peterson
- 1991 : The Man Who Would Be F. Scott Fitzgerald par David Handler
- 1992 : Dark Maze par Thomas Adcock
- 1993 : A Cold Day for Murder par Dana Stabenow
- 1994 : The Saint par Burl Barer
- 1994 : La Ballade des pendus (Dead Folk's Blues) par Steven Womack
- 1995 : Derniers recours (Final Appeal) par Lisa Scottoline
- 1996 : Tarnished Blue par William Heffernan
- 1997 : Faux Rebond  (Fade Away) par Harlan Coben
- 1998 : Mort à Baltimore (Charm City) par Laura Lippman
- 1999 : The Widower's Two-Step par Rick Riordan
- 2000 : Fulton County Blues par Ruth Birmingham
- 2001 : The Black Maria par Mark Graham
- 2002 : Adios Muchachos (Adios Muchachos) par Daniel Chavarria
- 2003 : Out of Sight par T. J. MacGregor
- 2004 : Find Me Again par Sylvia Maultash Warsh
- 2005 : La Confession (The Confession) par Domenic Stansberry
- 2006 : La Fille dans le verre (Girl in the Glass) par Jeffrey Ford
- 2007 : Snakeskin Shamisen par Naomi Hirahara
- 2008 : Adieu Gloria (Queenpin) par Megan Abbott
- 2009 : Enragés (China Lake) par Meg Gardiner
- 2010 : Body Blows par Marc Strange
- 2011 : Long Time Coming par Robert Goddard
- 2012 : The Company Man par Robert Jackson Bennett
- 2013 : Dernier meurtre avant la fin du monde (The Last Policeman) par Ben H. Winters
- 2014 : Une amitié assassine (The Wicked Girls) par Alex Marwood (en)
- 2015 : The Secret History of Las Vegas par Chris Abani
- 2016 : The Long and Faraway Gone par Lou Berney
- 2017 : Rain Dogs par Adrian McKinty
- 2018 : The Unseeing par Anna Mazzola
- 2019 : If I Die Tonight par Alison Gaylin
- 2020 : The Hotel Neversink par Adam O’Fallon Price
- 2021 : When No One Is Watching par Alyssa Cole
- 2022 : Bobby Mars forever (Bobby March Will Live Forever) par Alan Parks
- 2023 : Or Else par Joe Hart
- 2024 : Vera Wong’s Unsolicited Advice for Murderers par Jesse Q. Sutanto
- 2025 : The Paris Widow par Kimberly Belle (en)

### Prix Mary Higgins Clark (Mary Higgins Clark Award)
- 2001 : Pas un passant en vue (Authorized Personnel Only) par Barbara D'Amato
- 2002 : Summer of Storms par Judith Kelman
- 2003 : Absolute Certainty par Rose Connors
- 2004 : Song of the Bones par M.K. Preston
- 2005 : Grave Endings par Rochelle Majer Krich
- 2006 : L'Œuvre du mal (Dark Angel) par Karen Harper
- 2007 : Bloodline par Fiona Mountain
- 2008 : Wild Indigo par Sandi Ault
- 2009 : The Killer's Wife par Bill Floyd
- 2010 : Venin (Awakening) par S. J. Bolton
- 2011 : The Crossing Places par Elly Griffiths
- 2012 : Learning to Swim par Sara J. Henry
- 2013 : The Other Woman par Hank Phillippi Ryan
- 2014 : Cover of Snow par Jenny Milchman
- 2015 : The Stranger You Know par Jane Casey
- 2016 : Little Pretty Things par Lori Rader-Day
- 2017 : The Shattered Tree par Charles Todd
- 2018 : The Widow’s House par Carol Goodman
- 2019 : Les Veuves de Malabar Hill (The Widows of Malabar Hill) par Sujata Massey
- 2020 : The Night Visitors par Carol Goodman
- 2021 : The Cabinets of Barnaby Mayne par Elsa Hart
- 2022 : Ma sœur est morte à Chicago (Clark and Division) par Naomi Hirahara
- 2023 : A Dreadful Splendor par B. R. Myers (en)
- 2024 : Play the Fool par Lina Chern
- 2025 : The Mystery Writer par Sulari Gentill

### Prix Sue Grafton (Sue Grafton Memorial Award)
- 2019 : Shell Game par Sara Paretsky
- 2020 : Borrowed Time par Tracy Clark
- 2021 : Vera Kelly Is Not a Mystery par Rosalie Knecht
- 2022 : Runner par Tracy Clark
- 2023 : Hideout par Louisa Luna
- 2024 : An Evil Heart par Linda Castillo
- 2025 : The Comfort of Ghosts par Jacqueline Winspear

## Palmarès cinéma

### Meilleur film (Best Motion Picture)
- 1946 : John Paxton pour Adieu, ma belle d'Edward Dmytryk ex æquo avec Charles G. Booth (en), Barré Lyndon et John Monks Jr. (en) pour La Maison de la 92e Rue d'Henry Hathaway
- 1947 : Anthony Veiller pour Les Tueurs de Robert Siodmak
- 1948 : John Paxton pour Feux croisés d'Edward Dmytryk
- 1949 : Jerome Cady, Jay Dratler, Henry Hathaway, Leonard Hoffman, Otto Lang et Quentin Reynolds pour Appelez nord 777 d'Henry Hathaway
- 1950 : Mel Dinelli et Cornell Woolrich pour Une incroyable histoire de Ted Tetzlaff
- 1951 : St. Clair McKelway (en) pour La Bonne Combine d'Edmund Goulding ex æquo avec Ben Maddow pour Quand la ville dort de John Huston
- 1952 : Sidney Kingsley (en), Robert Wyler et Philip Yordan pour Histoire de détective de William Wyler
- 1953 : Otto Lang et Michael Wilson pour L'Affaire Cicéron de Joseph L. Mankiewicz
- 1954 : Sydney Boehm et William P. McGivern pour Règlement de comptes de Fritz Lang
- 1955 : John Michael Hayes pour Fenêtre sur cour d'Alfred Hitchcock
- 1956 : Joseph Hayes pour La Maison des otages de William Wyler
- 1957 : pas de prix
- 1958 : Reginald Rose pour Douze hommes en colère de Sidney Lumet
- 1959 : Harold Jacob Smith et Nathan E. Douglas pour La Chaîne de Stanley Kramer
- 1960 : Ernest Lehman pour La Mort aux trousses d'Alfred Hitchcock
- 1961 : Joseph Stefano et Robert Bloch pour Psychose d'Alfred Hitchcock
- 1962 : William Archibald et Truman Capote pour Les Innocents de Jack Clayton
- 1963 : pas de prix
- 1964 : Peter Stone pour Charade de Stanley Donen
- 1965 : Henry Farrell et Lukas Heller (en) pour Chut... chut, chère Charlotte de Robert Aldrich
- 1966 : Paul Dehn et Guy Trosper pour L'Espion qui venait du froid de Martin Ritt
- 1967 : William Goldman pour Détective privé de Jack Smight
- 1968 : Stirling Silliphant pour Dans la chaleur de la nuit de Norman Jewison
- 1969 : Robert L. Fish, Harry Kleiner et Alan Trustman (en) pour Bullitt de Peter Yates
- 1970 : Costa-Gavras et Jorge Semprún pour Z de Costa-Gavras
- 1971 : Ugo Pirro et Elio Petri pour Enquête sur un citoyen au-dessus de tout soupçon d'Elio Petri
- 1972 : Ernest Tidyman pour French Connection de William Friedkin
- 1973 : Anthony Shaffer pour Le Limier de Joseph L. Mankiewicz
- 1974 : Anthony Perkins et Stephen Sondheim pour The Last of Sheila d'Herbert Ross
- 1975 : Robert Towne pour Chinatown de Roman Polanski
- 1976 : Lorenzo Semple Jr. et David Rayfiel (en) pour Les Trois Jours du Condor de Sydney Pollack
- 1977 : Ernest Lehman pour Complot de famille d'Alfred Hitchcock
- 1978 : Robert Benton pour Le chat connaît l'assassin de Robert Benton
- 1979 : William Goldman pour Magic de Richard Attenborough
- 1980 : Michael Crichton pour La Grande Attaque du train d'or de Michael Crichton
- 1981 : Joseph Wambaugh pour The Black Marble d'Harold Becker
- 1982 : Jeffrey Alan Fiskin pour Cutter's Way d'Ivan Passer
- 1983 : Barrie Keeffe (en) pour Du sang sur la Tamise de John Mackenzie
- 1984 : Dennis Potter pour Gorky Park de Michael Apted
- 1985 : Charles Fuller (en) pour A Soldier's Story de Norman Jewison
- 1986 : Earl W. Wallace et William Kelley pour Witness de Peter Weir
- 1987 : E. Max Frye (en) pour Dangereuse sous tous rapports de Jonathan Demme
- 1988 : Jim Kouf pour Stakeout de John Badham
- 1989 : Errol Morris pour The Thin Blue Line d'Errol Morris
- 1990 : Daniel Waters pour Heathers de Michael Lehmann
- 1991 : Donald E. Westlake pour Les Arnaqueurs de Stephen Frears
- 1992 : Ted Tally pour Le Silence des agneaux de Jonathan Demme
- 1993 : Michael Tolkin pour The Player de Robert Altman
- 1994 : Ebbe Roe Smith (en) pour Chute libre de Joel Schumacher
- 1995 : Quentin Tarantino pour Pulp Fiction de Quentin Tarantino
- 1996 : Christopher McQuarrie pour Usual Suspects de Bryan Singer
- 1997 : Billy Bob Thornton pour Sling Blade de Billy Bob Thornton
- 1998 : Curtis Hanson et Brian Helgeland pour L.A. Confidential de Curtis Hanson
- 1999 : Scott Frank pour Hors d'atteinte de Steven Soderbergh
- 2000 : Guy Ritchie pour Arnaques, Crimes et Botanique de Guy Ritchie
- 2001 : Stephen Gaghan pour Traffic de Steven Soderbergh
- 2002 : Christopher Nolan pour Memento de Christopher Nolan
- 2003 : Bill Condon pour Chicago de Rob Marshall
- 2004 : Steven Knight pour Dirty Pretty Things de Stephen Frears
- 2005 : Jean-Pierre Jeunet et Sébastien Japrisot pour Un long dimanche de fiançailles de Jean-Pierre Jeunet
- 2006 : Stephen Gaghan et Robert Baer pour Syriana de Stephen Gaghan
- 2007 : William Monahan pour Les Infiltrés de Martin Scorsese
- 2008 : Tony Gilroy pour Michael Clayton de Tony Gilroy
- 2009 : Martin McDonagh pour Bons baisers de Bruges de Martin McDonagh

### Meilleur scénario de film
- 2006 :
  - A History of Violence – Josh Olson, John Wagner et Vince Locke
  - Match Point – Woody Allen